# Kälstjärnen, Ångermanland
Kälstjärnen är en sjö i Kramfors kommun i Ångermanland och ingår i Nätraån-Ångermanälvens kustområde. Sjön har en area på 0,0603 kvadratkilometer och ligger 53,1 meter över havet.

## Delavrinningsområde
Kälstjärnen ingår i det delavrinningsområde (700044-163457) som SMHI kallar för Mynnar i havet. Medelhöjden är 148 meter över havet och ytan är 6,84 kvadratkilometer. Det finns ett avrinningsområde uppströms, och räknas det in blir den ackumulerade arean 8,16 kvadratkilometer. Avrinningsområdets utflöde mynnar i havet. Avrinningsområdet består mestadels av skog (97 procent). Avrinningsområdet har 0,06 kvadratkilometer vattenytor vilket ger det en sjöprocent på 0,9 procent.